# Padú Lampe
Juan Chabaya Lampe (26 april 1920 - Oranjestad, 28 november 2019) was een Arubaans musicus, componist, schrijver en kunstschilder. De artiestennaam Padu del Caribe verwierf hij dankzij zijn internationale muzikale faam. Ook staat hij op Aruba bekend als Tata di Cultura (lees: vader van de Arubaanse cultuur). Zijn troetelnaam is Padú, een verbastering van "Padushi".

## Musicus
Op negenjarige leeftijd toonde Padú veel belangstelling voor muziek. Zijn eerste pianolessen kreeg hij van zijn vader en samen met zijn drie broers vormde hij een kleine muziekgroep. Nadat hij de basis van het pianospelen geleerd had, begon Lampe spelenderwijs ook met de cuarta, de viool, de mandoline en de klarinet te oefenen. Uiteindelijk bleef de piano zijn favoriete instrument, en ontwikkelde Padú langzaam aan zijn eigen ritmiek en stijl. Als jongen van zestien speelde hij al voor publiek. Vanaf de jaren 50 van de twintigste eeuw trad hij ook internationaal op. Vooral in Venezuela genoot hij grote bekendheid door zijn optredens in populaire televisieshows. Daar bracht hij niet minder dan elf langspeelplaten op de markt.
Lampe werkte tussen 1966 en 1980 bij de Antilliaanse Luchtvaart Maatschappij (ALM) als commercieel en public relations assistent van de ALM-vestiging op Aruba. Mede dankzij dit dienstverband had hij de vrijheid om zijn muzikale activiteiten verder te ontplooien en groeide hij uit tot een "ambassadeur" van de Antilliaanse en Arubaanse cultuur in het buitenland. 

## Componist
Naast musicus maakte Padú Lampe ook naam als componist. Zijn composities waren hoofdzakelijk voor de piano en bestonden uit talrijke walsen, danza's en bolero's. Naast de klassieke genres liet Padú ook zien dat hij goed was in de ritmes van de tumba, merengue en mambo. Terwijl hij tijdens de Tweede Wereldoorlog in de Antilliaanse Schutterij diende, nam hij op de grammofoonplaat twee composities met zang in het Papiaments op. Deze waren Den tempi guera'ki en Aruba Dushi. Samen met Rufo Wever componeerde hij begin jaren 50 Aruba dushi tera (Aruba zalig land). Dit lied werd zo populair, dat het op 18 maart 1976 geïntroduceerd werd als het officiële volkslied van Aruba.

## Beeldend kunstenaar en schrijver
Lampe schilderde van jongs af aan. Hij was autodidact en schilderde vooral het Arubaanse landschap. In 1939 werd een van zijn werken, het eerste Arubaanse kunststuk dat in het buitenland tentoongesteld werd, getoond op de World's Fair in New York. Door te experimenteren met verschillende kleuren slaagde hij erin bijzondere effecten te bereiken in zijn zgn. "colorama" doeken, waarvoor hij later werd bekroond. In latere jaren hield hij tentoonstellingen van zijn werken. Een jaar na Lampe's overlijden verscheen het boek van Stan Kuiperi getiteld E Arte di Padú Lampe/The Art of Padú Lampe over zijn leven en loopbaan als beeldend kunstenaar. Lampe was zelf auteur van drie non-fictie boeken over filosofie en metafysica: The 3rd Element (1960), Harmoniology (1976) en Ciencia asercando e mundo spiritual? (1986). 

## Fundacion Padú Lampe
In 2000 werd de Fundacion pa promove cultura di Aruba na honor di Padú Lampe opgericht. De stichting streeft ernaar om middels de werken van Padú Lampe de Arubaanse cultuur in binnen- en buitenland te bevorderen. In samenwerking met de BNA en de Prins Bernard Cultuurfonds Caribisch Gebied is in 2020 gestart met het digitaliseren van documenten en foto's van Padú Lampe alsook van een 300-tal geluidsbanden met bekende als nooit eerder gehoorde composities.

## Wetenswaardigheden
- Padú was korte tijd actief als politicus. Na het ontslag van Eddy Lacle werd hij tussen februari 1961 en juni 1963 lid van de eilandsraad namens de AVP.[10] In de raad was hij de voorvechter van cultuurbehoud en cultuurstimulering. Na de verkiezingen van 1963 keerde hij niet terug in de raad.

- In de jaren zestig had hij op Telearuba een eigen tv-show, Padu y su show, waarin hij lokaal jong talent een podium bood.[11]

- Naast vele prijzen en erkenningen kreeg hij in 1986 de Zilveren Anjer voor het uitbreiden en het creatief en veelzijdig vertolken van het Antilliaans cultureel erfgoed.[12]

- In 2010 werd een tweejaarlijkse Arubaanse cultuurprijs ingesteld en naar hem vernoemd. De J.C. Lampe prijs werd in 2011 voor het eerst uitgereikt aan Ryan Oduber, kunstenaar en videoartiest.[13]

- Op 17 maart 2017 vond de onthulling plaats van een standbeeld van Padú en zijn medecomponisten van het volkslied op het naar hem vernoemde plein Plaza Padú in Oranjestad.